# Hypena obstupidalis
Hypena obstupidalis är en fjärilsart som beskrevs av Swinhoe 1885. Hypena obstupidalis ingår i släktet Hypena och familjen nattflyn. Inga underarter finns listade i Catalogue of Life.